# 明治製薬
明治製薬株式会社（めいじせいやく）は、富山県滑川市に所在する製薬会社である。

## 沿革
個別に出典が提示されていない記述の出典→
- 1951年2月7日 - 資本金50万円にて設立。配置販売向け医薬品メーカーとしてスタートした[2]。
- 1955年 - 台湾に対して輸出を開始。
- 1970年 - 大韓民国から医薬品『高麗人参末』輸入開始。
- 1976年 - GMP適合新工場完成。
- 1977年 - 資本金2,500万円に増資。
- 1983年10月 - 資本金3,500万円に増資。
- 1992年12月 - 大韓民国に輸出開始。
- 2023年5月1日 - 株式会社ラッキー（東京都豊島区）は、明治製薬との共同開発で、新成分NMNに定評あるエイジングケアのほか、プラズマローゲンを加えたサプリメント『明治製薬 NMN 20000 Plus』を2023年5月1日よりラッキー自社サイトおよび楽天にて販売開始[2]。

## 関連会社
- 明治理研株式会社[1]